# Доведення до абсурду
Доведення до абсурду (з латини: reductiones ad absurdum) — логічний прийом, є поширеною формою аргументу, який має на меті показати, що твердження правильне, показавши, що помилковий, неспроможний або абсурдний результат випливає з його заперечення, або, своєю чергою, щоб показати, що твердження помилкове, показавши, що помилковий, неспроможний, або абсурдний результат випливає з його прийняття. Уперше був визнаний та вивчався в класичній грецькій філософії (латинський термін походить від грец. «εις άτοπον απαγωγή» або eis atopon apagoge, «приведення до неможливого», наприклад в «Analytica Priora» Аристотеля). Ця техніка використовувалась протягом усієї історії у формальних математичних і філософських міркуваннях, а також як неформальна дискусія.
«Абсурдним» наслідком доведення до абсурду є прийняття аргументом різних форм:
- Скелі мають вагу, інакше вони б зависли в повітрі.
- Суспільство повинно мати закони, інакше буде хаос.
- Немає найменшого позитивного раціонального числа, бо якби було, то можна було б його розділити на два, щоб отримати ще менше число.

Перший приклад вище стверджує, що відмова від твердження матиме нелогічний результат, який суперечить свідоцтву наших почуттів. Другий стверджує, що відмова матиме неспроможний результат: непрацездатний або неприйнятний для суспільства. Третій — це математичний доказ, доказ від протилежного, стверджує, що відмова у затвердженні призведе до логічної суперечності (існує «найменше» позитивне раціональне число, але можна також знайти позитивне раціональне число, менше за це «найменше» число).

## Грецька філософія
Ця техніка використовується в грецькій філософії, починаючи з філософів-досократиків. Найбільш ранній грецький приклад доведення аргументу відносять до фрагментів сатиричної поеми Ксенофана Колофонського. Критикуючи Гомерове приписування людських помилок грецьким богам, він каже, що люди також вважають, що боги мають людську подобу. Але якби коні й воли могли малювати, вони б малювали богів з коня й вола. Боги не можуть мати обидві форми одночасно, так що це є суперечність. Тому приписування інших людських характеристик богам, таких як людські помилки, також помилкове.
Ранні діалоги Платона, що належать дебатам його вчителя, Сократа, підняли використання доведення аргументів до формального діалектичного методу (Elenchus), який тепер називається метод Сократа. Зазвичай супротивник Сократа робив безневинні твердження, а Сократ крок за кроком розмірковував, і, внаслідок інших загально відомих припущень, змушував супротивника визнати, що його твердження призвело до абсурдного або суперечливого висновку, тим самим змушуючи опонента відмовитися від свого твердження, як від помилкового. Цей метод також розглядався Аристотелем.

## Принцип несуперечливості
Аристотель пояснив зв'язок між суперечністю та його хибністю в принципі несуперечливості. Згідно з яким, твердження не може бути одночасно істинним та хибним. Тому, якщо суперечливе твердження (не-Р) може бути логічно отримане з твердження (Р), то можна зробити висновок, що було використане помилкове припущення. Ця техніка, названа доказ від протилежного утворила основу для доведення до абсурду аргументів у таких офіційних сферах, як логіка та математика.
Принцип несуперечливості здавався абсолютно незаперечним для більшості філософів. Однак кілька філософів, такі як Геракліт та Гегель, допустили можливість суперечності. Відкрили суперечність (наприклад, Парадокс Рассела) в основах математики на початку 20-го століття кілька філософів, таких як Ньютон да Коста, Волтер Карніеллі і Грехем Прист, щоб відмовитися від принципу несуперечливості. Також відомий як принцип вибуху (лат. ex Falso QuodLibet, «за брехнею нічого не слідує», або лат. ex contradictione sequitur quodlibet, «за суперечністю нічого не слідує»), або принцип Псевдо-Скота, який, знаходячи способом аргументації від протилежного, призвів до теорій, таких як парапослідовна логіка, які визнають, що існують твердження, які є як істинними, так і хибними.
Парапослідовна логіка зазвичай заперечує, що принцип вибуху трапляється для всіх пропозицій у логіці, що заперечує, що суперечність тягне за собою все (що називають «дедуктивний вибух»). Логіка Формальної неспроможності (англ. The Logics of Formal Inconsistency — LFIs) є сімейством парапослідовної логіки, де поняття суперечності та послідовності не збігаються; хоча принцип вибуху не прийнято для всіх пропозицій, його прийнято для послідовних висловлювань. Багато які парапослідовні логіки, такі як LFIs, відмовились від принципу несуперечливості.

## Доказ солом'яної людини
Оманливе доведення, схоже на доведення до абсурду, яке часто зустрічається в полемічній дискусії — це «опудало» — логічна помилка. Доказ солом'яної людини намагається спростувати це твердження, показавши, що воно трохи відрізняється або неточною формою твердження («солом'яна людина») і має абсурдний, неприйнятний, або смішний наслідок, спираючись на аудиторію, яка не помітить, що доказ насправді не стосується початкового твердження. Наприклад, у 1977 році на розгляді справи розбійного пограбування американського банку, прокурор висловився у своєму кінцевому вироку:
|  | Я повідомляю вам, що якщо ви не можете прийняти це свідчення та визнати цих обвинувачених винними у цій справі, то ми могли б узагалі відкрити всі банки й сказати: «Заходьте й беріть гроші, хлопці», тому що ми ніколи не будемо в змозі викрити їх. |

Прокурор використовував цю «солом'яну людину», щоб спробувати стривожити апеляційних суддів; імовірність того, що прецедент у цьому одному конкретному випадку в буквальному сенсі унеможливлює засудження будь-яких грабіжників банків, безсумнівно, мізерна.